# Amphicoma fairmairei
Amphicoma fairmairei is een keversoort uit de familie Glaphyridae. De wetenschappelijke naam van de soort is voor het eerst geldig gepubliceerd in 1891 door Semenow.